# ポリーシャ
ポリーシャ（ウクライナ語: Полісся、ベラルーシ語: Палессе、ポーランド語: Polesie、ロシア語: Полесье）は、北ウクライナ、南ベラルーシ、東ポーランドと西ロシアの間に位置する歴史的地名である。スラヴ人の発祥地であり、古代より東スラヴの文化と伝統が保存されてきた地域とされる。19世紀以降、東欧の人類学者のメッカとなった。20世紀末、チェルノブイリ原子力発電所事故により著しい被害を受けた。

## 地理
ポリーシャの地名の由来は「沼地の森林」であると言われている。当地方は東欧平原の西部に位置し、プリピャチ川と西ブーフ川に挟まれた湿地と森林が混在した地域である。
ポリーシャの中心地は現在ウクライナのヴォルィーニ州、リウネ州、ジトーミル州、キエフ州、チェルニーヒウ州、スームィ州の北部と、ベラルーシのブレスト州とホメリ州の南部を占めている。また、従来よりウクライナ人とベラルーシ人が居住していた現在のポーランドの東部（ルブリン県）とロシアの西部（ブリャンスク州）もポリーシャ範囲に含まれることもある。
ポリーシャの主な河川はドニプロ川、デスナ川、ホールィニ川、ストクヒド川、スティル川、プツィチ川、ヤセリダ川である。主要都市はピンスク、トゥリウ、ブレストなどである。

## 生態系
東部のロシアのネルッサ川とデスナ川一帯のポリーシャには混合林、草地、ボグ、湿地があり、ヒグマ、オオヤマネコ、オオカミ、ヘラジカ、アカシカ、イノシシ、ノロジカなどが生息している。西部のポーランド、ウクライナ、ベラルーシをまたぐ西ポリーシャには寒帯針葉樹林、温帯落葉樹林および多数の湖、沼地、草地と湿地が分布し、ミズゴケ属、スゲ属、ヨシ属、ハクサンチドリ属のDactylorhiza fuchsiiとDactylorhiza incarnata、ホロムイソウなどの植物が生え、ハシボソヨシキリ、コアオアシシギ、クロヅル、カラフトワシ、チュウヒワシ、オグロシギ、ハイイロチュウヒ、ヒメハイイロチュウヒ、ダイシャクシギ、ニシブッポウソウ、ヨーロッパオオライチョウ、タカブシギ、カラフトフクロウ、ナベコウ、ホオジロガモ、ヒドリガモ、マガン、ハジロクロハラアジサシ、アシナガワシ、オオカミ、ヘラジカ、ヨーロッパバイソン、カワウソ、ヨーロッパヌマガメ、ヨーロッパナメラ、ヨーロッパウナギ、コチョウザメ、カワメンタイ、トンボのLeucorrhinia albifronsなどの動物が生息している。この2つの区域はユネスコの生物圏保護区に指定されている。また、ウクライナ北東部のデスナ川氾濫原、ベラルーシ南東部のイプチ川氾濫原とドニプロ川氾濫原、南部と南西部のプリピャチ川流域のプリピャチ国立公園、スタリ・ジャデン、オルマニ沼群、プリピャチ川中流部、モロチノ、プロスティル川、ポドヴェリキー・モフ、ヴィゴノシャンスコエ湿地、ズヴァネッツ湿地、ヤセリダ川流域のスポロフスキー湿地およびブク川の渓谷、ウクライナ北西部のポリーシャ湿地、シラ・ポホーニャ、ペレブローディ泥炭地、ソミネ湿地、ビレ湖一帯、プリピャチ川氾濫原、チェレムスケ自然保護区、ストクヒド川氾濫原、シャツキー湖沼群、ポーランドのポレスキー国立公園はそれぞれラムサール条約に登録されている。

## 歴史
- 3世紀：スラヴ・バルト文化圏が分立する。プリピャチ川以北にはバルト人、プリピャチ川以南にはスラヴ人の文化圏が成立する。
- 5世紀‐8世紀：東スラヴ人に属するデレホーヴィチ族、ヴォルィニャーヌィ族、デレブリャーヌィ族、ポリャーヌィ族とシヴェリャーヌィ族の交際地となる。
- 10世紀：キエフ・ルーシの領土となる。
- 12世紀末：キエフ・ルーシの分国としてトゥリウ・ピンシク公国が成立する。
- 13世紀：モンゴル帝国の侵略によりキエフ・ルーシが滅亡する。ポリーシャの大部分はキエフ・ルーシの後継者たるハールィチ・ヴォルィーニ大公国の領土となる。
- 14世紀半ば：ハールィチ・ヴォルィーニ大公国で大公朝が絶えたため、その後継者たるリトアニア大公国はポリーシャを支配下に置く。
- 14世紀‐16世紀：「ポリーシャ」の地名が初めて記録に登場する。当時は「ポドレーシェ」、「ポリャーシェ」、「ポリーシェ」などと呼ばれた。
- 17世紀：ポーランド・リトアニア共和国の領土となり、ポーランド王国とリトアニア大公国の国境地帯となる。
- 18世紀：ポーランド・リトアニア共和国の分割により、ロシア帝国の領土となる。
- 1918年：ロシア帝国の崩壊後、ウクライナ国の領土となる。
- 1920年：両共和国はソビエトに併合され、傀儡国家であるウクライナ・ソビエト社会主義共和国とベラルーシ・ソビエト社会主義共和国に分割される。
- 1941年‐1944年：第二次世界大戦中、独ソ戦の戦場となり大きな被害を受ける。
- 1975年：チョルノーブィリに原子力発電所が建設される。
- 1986年：チェルノブイリ原子力発電所事故により広範囲にわたって放射性物質に汚染される。
- 1991年：ソ連が崩壊し、ウクライナとベラルーシが独立を果たしたことで、両国間の国境地帯となる。

## 民族
ポリーシャにおいては、ポリシチュク人（ポリーシャ人）が中心となっている。彼らはウクライナ人の一派と見なされ、ウクライナ語の北部方言に属するポリーシャ語を用いる。ポリシチュク人が主に信仰する宗教は正教とカトリックである。彼らは古代東スラヴ人の伝統的文化を色濃く保っている。

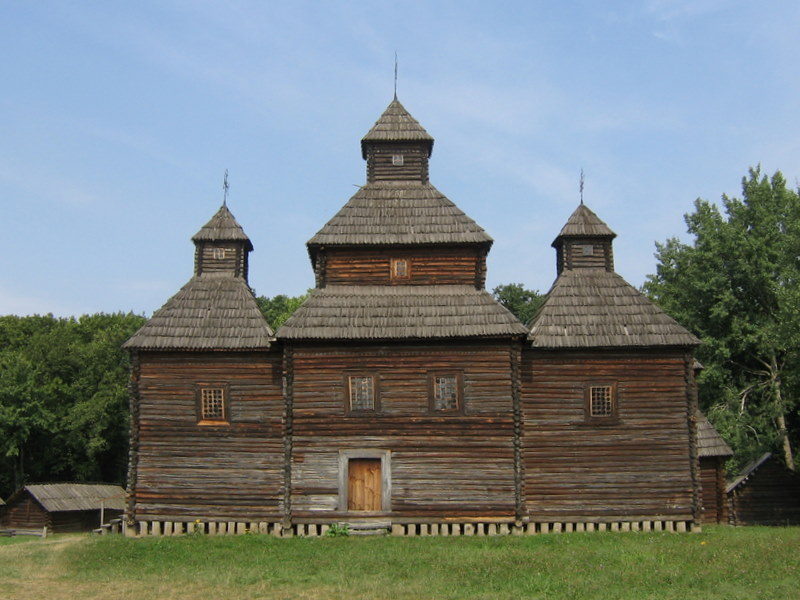
教会
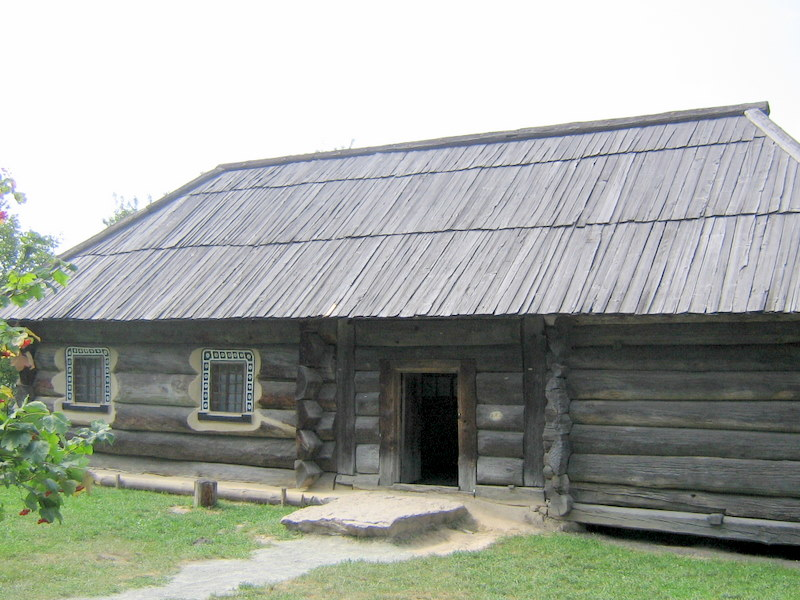
民家
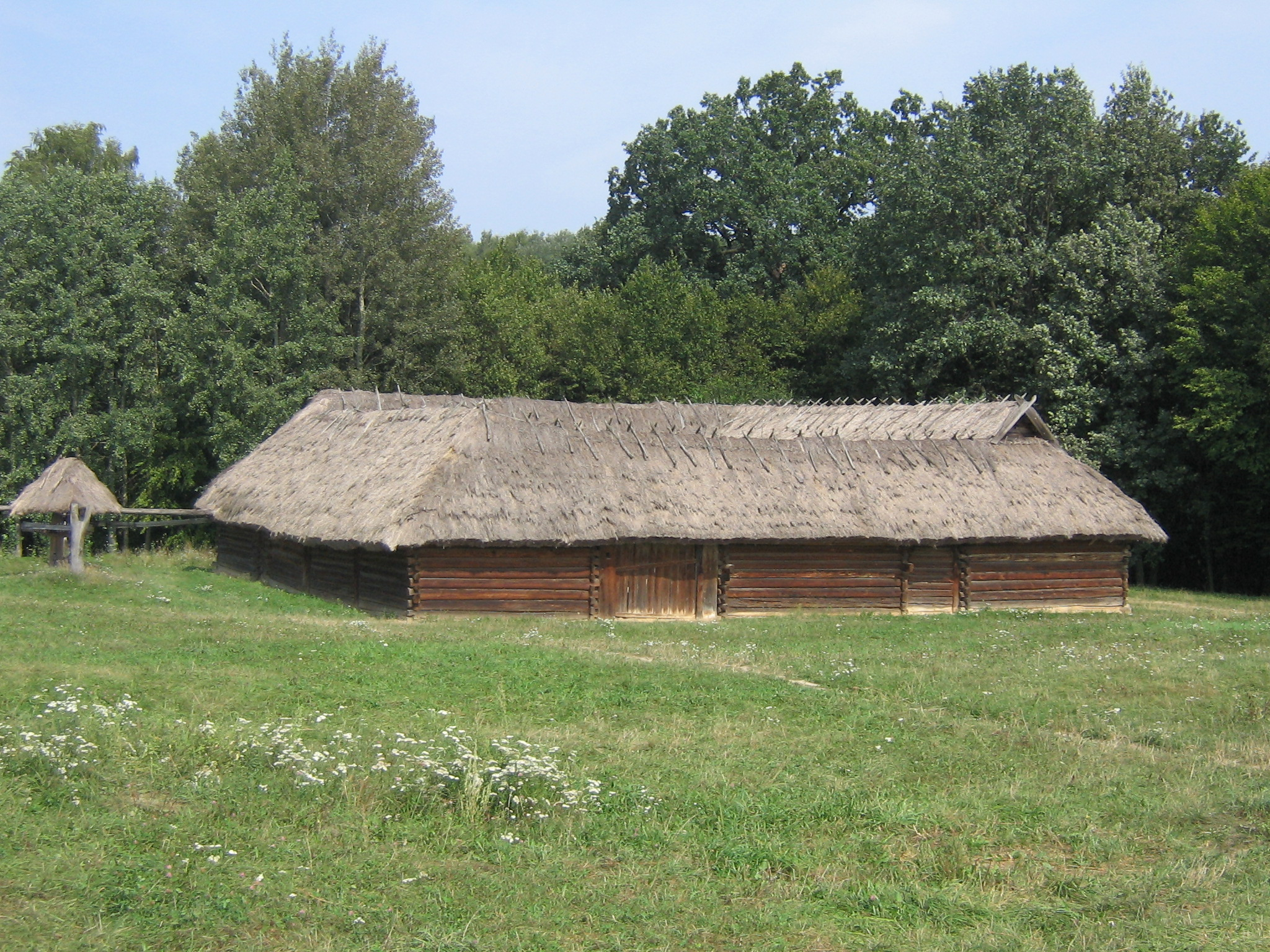
四角の屋敷
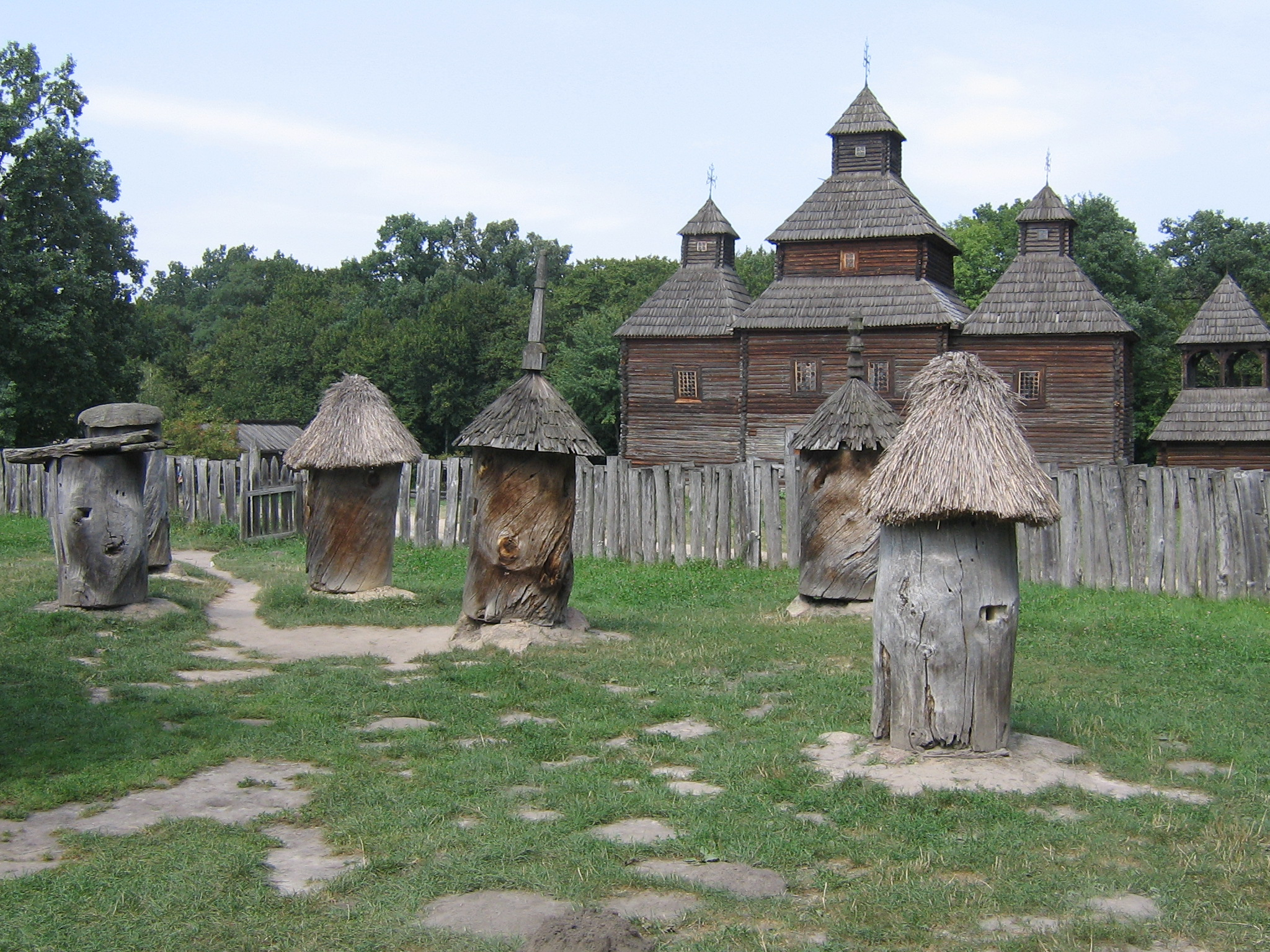
養蜂舎

## 関連文献
- 野町素己「知られざる境界のスラヴ語「西ポレシエ語」について」『スラブ研究センターニュース』第124号、スラブ研究センター、2011年、2024年3月9日閲覧。